# Axel Filges
Axel Filges (* 1964) ist ein deutscher Klassischer Archäologe.

## Leben
Filges studierte von 1986 bis 1992 klassische Archäologie, Alte Geschichte und Kunstgeschichte an der Westfälischen Wilhelms-Universität Münster und erlangte 1993 den Magisterabschluss mit der Arbeit „Die Kore-Typen Florenz und Wien“. Nach der Promotion in Münster 1995 hatte er ein Reisestipendium des Deutschen Archäologischen Instituts für das Jahr 1996/1997 inne. Von 1997 bis 2002 war er Referent für Klassische Archäologie und Leiter der Photoabteilung an der Abteilung Istanbul des DAI. Von 2002 bis 2004 arbeitete er als Postdoktorand im Graduiertenkolleg „Anatolien und seine Nachbarn“ an der Eberhard Karls Universität Tübingen, anschließend von 2004 bis 2009 als Wissenschaftlicher Assistent am Archäologischen Institut der Johann Wolfgang Goethe-Universität Frankfurt am Main. Seit 2009 ist er dort Akademischer Rat, seit der Habilitation im Jahr 2013 lehrt er in Frankfurt als Privatdozent.

## Publikationen (Auswahl)
- Standbilder jugendlicher Göttinnen. Klassische und frühhellenistische Gewandstatuen mit Brustwulst und ihre kaiserzeitliche Rezeption. Köln 1997, ISBN 3-412-01497-4.
- Skulpturen und Statuenbasen von der klassischen Epoche bis in die Kaiserzeit. Mainz 2007, ISBN 3-8053-3718-3.
- Münzbild und Gemeinschaft. Die Prägungen der römischen Kolonien in Kleinasien. Bonn 2015, ISBN 3-7749-3947-0.